# Léon Jourez
Léon Léopold Joseph Jourez (Eigenbrakel, 12 december 1857 - Sint-Gillis, 21 december 1945) was een Belgisch volksvertegenwoordiger en burgemeester.

## Levensloop
Jourez promoveerde tot doctor in de rechten (1881) aan de ULB.
Hij werd gemeenteraadslid, schepen en burgemeester van zijn gemeente. Hij was ook provincieraadslid.
Hij was liberaal volksvertegenwoordiger voor het arrondissement Nijvel, van 1894 tot 1896 en van 1900 tot 1925.